# جيانغنان

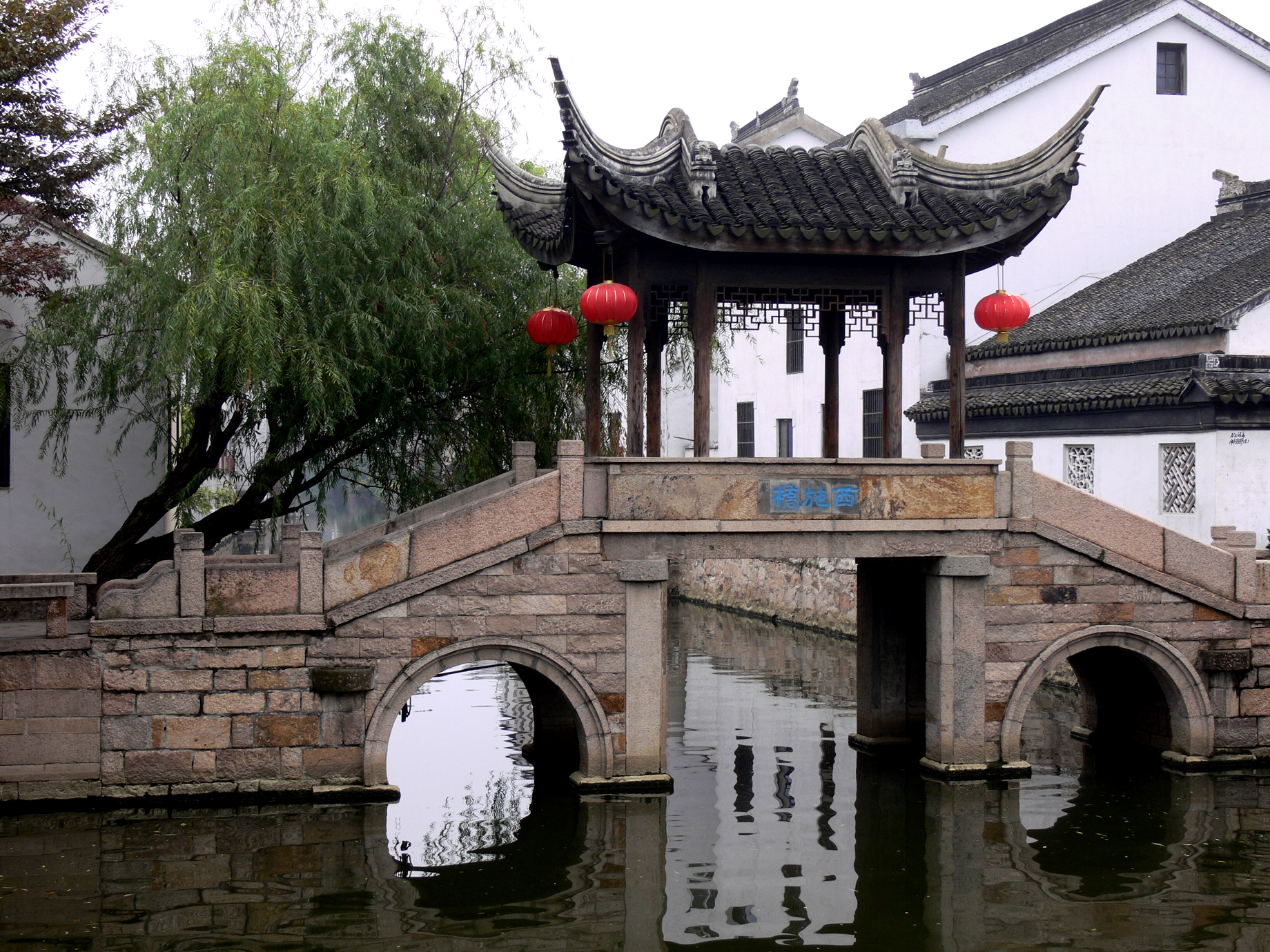
جسر مودو، في مدينة سوجو.

جيانغنان أو جيانغ نان (الصينية: 江南، بينيين: Jiāngnán، ويد–جيلز:Chiangnan/Chiang-nan، بينيين بريدي: Kiang-nan وتعني حرفياً «جنوب النهر» بمعنى «جنوب نهر يانغتسي») هي منطقة جغرافية في الصين تشير إلى الأراضي الواقعة جنوب الروافد الدنيا لنهر يانغتسي، وتضم أيضًا الجزء الجنوبي من الدلتا. تشمل هذه المنطقة مدينة شنغهاي والجزء الجنوبي من مقاطعة جيانغسو والجزء الجنوبي الشرقي من مقاطعة آنهوي والجزء الشمالي من مقاطعة جيانغشي والجزء الشمالي من مقاطعة جيجيانغ. أهم المدن في المنطقة تشمل أنكينغ، تشانغتشو، هانغتشو، نانجينغ، نينغبو، شاوكسينج، سوجو، ووشيو، ونجو، تشنجيانغ.